# Des O’Connor

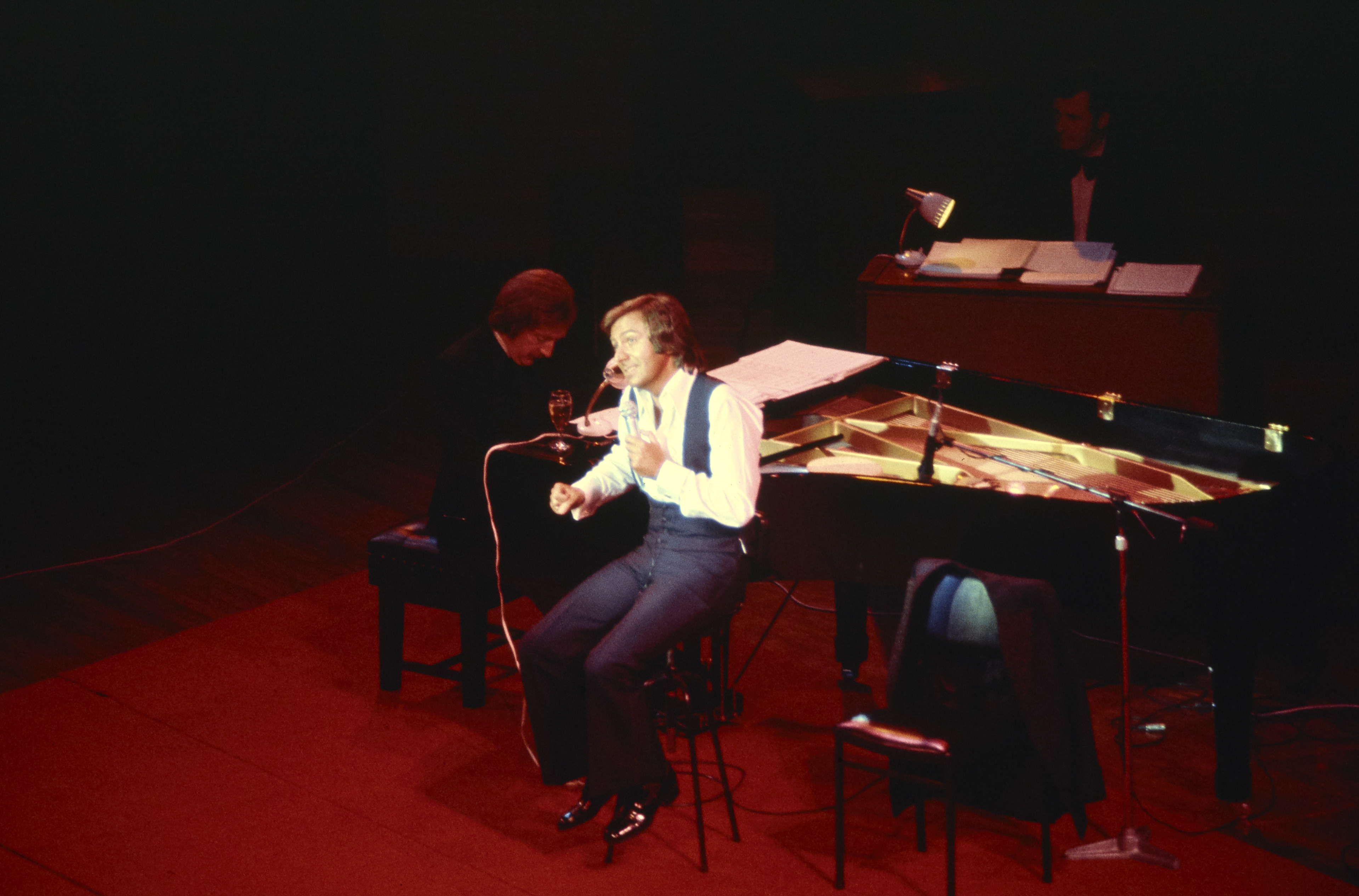
Des O’Connor (1974)

Desmond Bernard O’Connor (* 12. Januar 1932 in Stepney, London; † 14. November 2020) war ein britischer Entertainer und Sänger.

## Leben
Während des Zweiten Weltkriegs zog er nach Northampton, wo er nach dem Krieg kurzzeitig als Fußballprofi in der zweiten Mannschaft von Northampton Town spielte. Er war auch als Amateurjockey tätig, verfolgte dort aber keine Profikarriere.
Sein Showtalent entdeckte er während seiner Militärzeit ab 1950 bei der Air Force, wo er den Truppenunterhalter spielte. Nach einem Sieg bei einem Talentwettbewerb gab er Bühnenauftritte im ganzen Land und ging sogar mit Buddy Holly und Lonnie Donegan auf Tour.
Seinen ersten Fernsehauftritt hatte er 1958 in der populären Fernsehshow Sunday Night at the London Palladium. Drei Jahre später war er dort auch einmal Showmaster.
Nach mehreren Anläufen begann Mitte der 1960er auch eine erfolgreiche Zeit als Sänger und obwohl sein Gesangstalent eher spöttisch gesehen wurde – auch von ihm selbst –, hatte er einige Hits in Großbritannien und erreichte 1968 mit dem von den erfolgreichen Komponisten Les Reed und Barry Mason geschriebenen I Pretend, einer der für ihn typischen Softpop-Balladen, sogar Platz 1 der Hitparade. Mit vier Singles erreichte er die Top 10, zuletzt 1986 zusammen mit Roger Whittaker und dem schottischen Traditional The Skye Boat Song. Ab 1968 hat er 34 Alben aufgenommen, mehr als 15 Millionen Exemplare davon verkauft und hatte in jedem Jahrzehnt ein Album in den Charts; sein Tribute to the Crooners war 2001 erfolgreich. Mit über 1.200 Auftritten im London Palladium war er Rekordhalter auf einer der angesehensten Londoner Bühnen.
In erster Linie war er aber fast 60 Jahre lang einer der erfolgreichsten Fernsehentertainer Großbritanniens. Von 1963, mit der Des O’Connor Show, bis zu seinem Tod war er ununterbrochen Jahr für Jahr mit einer eigenen Show zur Hauptsendezeit im Fernsehen zu sehen. Von 1977 bis 2002 hatte er mit Des O’Connor Tonight eine eigene Talkshow; danach wechselte er ins Tagesprogramm, zusammen mit Melanie Sykes in Today with Des and Mel. Trotz guter Einschaltquoten wurde die Sendung aber 2006 wegen einer Änderung der Programmpolitik eingestellt. Des O’Connor war auch häufig in anderen englischsprachigen Ländern (USA, Kanada, Australien) zu sehen und hatte zudem eine eigene Fernseh-Produktionsfirma Visionworld.
Aus drei geschiedenen Ehen hatte O’Connor vier Kinder; zuletzt wurde er 2004 mit 72 Jahren durch seine 38 Jahre jüngere Lebensgefährtin und spätere vierte Ehefrau Jodie Brooke Wilson zum fünften Mal Vater.
Er starb am 14. November 2020 im Alter von 88 Jahren an den Folgen eines zu Hause erlittenen Sturzes.

## Shows
- The Des O’Connor Show (1963–1968)
- Des (1972, 16-teilige Comedyserie)
- Des O’Connor Entertains (1974–1976)
- Des O’Connor Tonight (1977–2002)
- Take Your Pick (1992–1998, Spielshow)
- Today with Des and Mel (2002–2006)
- Countdown (2006–2008)

## Diskografie
Alben
- 1968: I Pretend
- 1970: With Love
- 1972: Sing a Favourite Song
- 1975: With Feelings (UK: Silber)
- 1980: Just for You
- 1984: Des O’Connor Now
- 1992: Portrait
- 2001: A Tribute to the Crooners

Singles
- 1957: Moonlight Swim
- 1958: It’s a Sin to Tell a Lie
- 1962: Thin Chow Min
- 1967: Careless Hands, zusammen mit den Michael Sammes Singers
- 1968: I Pretend
- 1968: One, Two, Three O’Leary
- 1969: Dick-A-Dum-Dum (King’s Road)
- 1969: Loneliness
- 1969: I’ll Go On Hoping
- 1970: The Tip of My Fingers
- 1986: The Skye Boat Song, zusammen mit Roger Whittaker
- 1988: Neighbours

## Auszeichnungen
- Special Recognition Award 2001 (National TV Awards)
- RTS Programme Award für Today With Des & Mel